# M-527
La M-527 es una carretera de la Red Local de la Comunidad de Madrid.

## Historia
La carretera N-507 fue inaugurada por Francisco Franco tras la apertura de la Abadía en los años 50, para enlazar la entonces N-VI (hoy N-6) con la Abadía. Tras la construcción de la entonces A-6 (hoy llamada AP-6) en 1971, el primer tramo perdió mucho tráfico, ya que el acceso principal pasó a ser a través de la entonces salida 2 (hoy salida 47) de la A-6 (hoy AP-6). En los años 80, en el marco del proceso de descentralización impulsado por el Gobierno, la carretera fue transferida a la Comunidad de Madrid, que la renombró como M-527, nombre que mantiene actualmente.

## Trayecto
Se trata de una carretera que enlaza la N-6 con la Abadía Benedictina de la Santa Cruz del Valle de los Caídos. La primera parte de su recorrido (hasta el cruce con la M-600) es gratuito. Sin embargo, la segunda parte de su recorrido es de peaje y discurre por el interior del valle de Cuelgamuros. Este valle se encuentra cerrado al libre tránsito, siendo el único punto de acceso al valle el puesto de peaje de la M-527, que sirve también como control de acceso al Valle.